# Luis Arenas Parra
Luis Élmer Arenas Parra (Sevilla, Valle del Cauca) es un político colombiano. Es miembro del Partido de la U
y ha sido elegido por elección popular para integrar el Senado de Colombia.
 Durante tu periodo legislativo 1998 - 2006 fue avalado por el partido independiente Vanguardia Social y Moral de Colombia "Vamos Colombia" y trabajó en la policía nacional entre 1973 y 1993.

## Biografía
Arenas Parra tiene como profesión contaduría pública. Trabajó desarrollando su profesión como contador al interior de la Policía Nacional de Colombia y como tesorero. Después de veinte años, luego de su retiro de la policía, crea y funda el partido independiente "Vamos Colombia" que obtiene personería jurídica y con el cual obtiene una curul por primera vez en el Senado en 1998. Su mayor interés en el senado es la defensa de los derechos de la policía nacional, critica los partidos tradicionales y se declaró independiente hasta la elección a senador en el 2006 cuando forma parte del recién creado partido de la "U" que a su vez pertenece a la coalición uribista que reelegido al presidente de la República de Colombia para el periodo 2006-2010"
Su compromiso en el Senado, siempre ha sido la defensa de la Policía Nacional incluyendo denuncia y acciones contra los policías de mal comportamiento para que ellos se separen de la policía y así lograr una institución sana. Su debate de mayor relevancia y fuente histórica de Colombia es la Masacre de Guaitarrilla. En ella, miembros del ejército Nacional de Colombia emboscaron y asesinaron a 7 policías y 4 civiles. En el debate se profundizó y aclaró lo sucedido para beneficio de la pureza del ejército y en busca de la condena de los culpables.

## Congresista de Colombia
En las elecciones legislativas de Colombia de 1998, Arenas Parra fue elegido senador de la república de Colombia con un total de 40.289 votos. Posteriormente en las elecciones legislativas de Colombia de 2002 y 2006, Arenas Parra fue reelecto senador con un total de 66.512 y 32.825 votos respectivamente

### Iniciativas
El legado legislativo de Luis Élmer Arenas Parra se identificó por su participación en las siguientes iniciativas desde el congreso:

- Instituir la Red Interinstitucional por la Integridad.[5]
- Establecer un dispositivo satelital vehicular, como medio de protección y seguridad ciudadana (Archivado).[6]
- Hacer extensivos unos beneficios penales a miembros de la fuerza pública y organismos de seguridad del Estado (Archivado).[7]
- Rendir homenaje a la memoria del honorable ciudadano y excongresista Luis Guillermo Vélez Trujillo.[8]
- Establecer el procedimiento para resolver los diferendos limítrofes.[9]
- Protección pensional al personal no uniformado de las Fuerzas Armadas (Archivado).[10]
- Estatuto de la seguridad privada y se regula la prestación de este servicio por parte de particulares.[11]
- Crear la estampilla Prodesarrollo de la Unidad Central del Valle del Cauca - UCEVA.[12]
- Expidir el Código de Ética y Disciplinario del Congresista (Aprobado en segundo debate).[13]
- Establecer que los empleos del Cuerpo de Custodia y Vigilancia Penitenciaria y Carcelaria Nacional, no procede la provisión de empleos por la modalidad del nombramiento de carácter provisional (Archivado).[14]

## Mensajes de Alias "Ernesto Báez"
El 4 de agosto de 2007 un artículo en la revista semana publicó algunos facsímiles de unos correos enviados al Ministro de Hacienda Oscar Iván Zuluaga, la senadora Adriana Gutiérrez Jaramillo y el senados Luis Élmer Arenas Parra.
Algunas de las comunicaciones con el paramilitar 'Ernesto Báez' lo dejó muy comprometido. El 29 de enero de 2005, 'Báez' le envió un correo electrónico al senador en el que le dice: "De paso le solicito que hable con el señor Quintero para que se me haga la devolución del dinero invertido en el comodato. No quiero relaciones ni problemas con el mencionado señor, quien en últimas no salió con nada. Yo exijo que por su digno conducto, este personaje me haga saber qué día me hará llegar mi plata".
Arenas le contestó: "respecto al caso del señor Quintero, debo manifestarte que no hay problema. Allá charlamos personalmente". En otro correo, y tras reconocerle los esfuerzos por la paz y la reconciliación de Colombia, el congresista Arenas le había dicho a 'Ernesto Báez' que "nunca será suficiente ponderar el trabajo de quienes velan por los intereses de la vida de personas tan vulnerables como los campesinos y, en general, la gente humilde y desprotegida". En ese mismo correo (2 de febrero de 2005) se advierte que el gobierno nacional ha expedido un salvoconducto para que, a su nombre, Arenas haga gestiones con los narcotraficantes del norte del Valle para un posible sometimiento de ellos. Varios correos hacen referencia a lo mismo.

## Carrera política
Su trayectoria política se ha identificado por:

### Partidos políticos
A lo largo de su carrera ha representado los siguientes partidos:
| Partido político                         | Fecha Inicio        | Fecha Fin           |
| Partido de la U                          | 20 de julio de 2006 | 19 de julio de 2010 |
| Vanguardia Moral y Social Vamos Colombia | 20 de julio de 1998 | 15 de enero de 2006 |

### Cargos públicos
Entre los cargos públicos ocupados por Luis Élmer Arenas Parra, se identifican:
| Cargo público           | Partido político                         | Fecha Inicio        | Fecha Fin           |
| Senador de la República | Partido de la U                          | 20 de julio de 2006 | 19 de julio de 2010 |
| Senador de la República | Vanguardia Moral y Social Vamos Colombia | 20 de julio de 1998 | 19 de julio de 2006 |